# Franz Joseph Lauth
Franz Joseph Lauth, född 18 februari 1822 i Arzheim (numera en stadsdel i Landau in der Pfalz), död 11 februari 1895 i München, var en tysk egyptolog.
Lauth blev 1869 professor vid Münchens universitet och konservator för de egyptologiska samlingarna där. Hans arbetens underbyggnad är rätt svag, varför resultaten ofta ej blev bestående. De förnämsta är Manetho und der Turiner Königspapyrus (1865), Die geschichtlichen Ergebnisse der Aegyptologie (1869), Erklärender Verzeichniss der zu München befindlichen Denkmäler des ägyptischen Alterthums (1875), Aus Aegyptens Vorzeit (1879–80) och en mängd tidskriftsuppsatser, de flesta i Münchenakademiens publikationer.

## Fotnoter
1. 1 2  läs online, www.deutsche-biographie.de , läst: 9 oktober 2017.[källa från Wikidata]